# 青森県営野球場
青森県総合運動公園野球場（あおもりけん そうごううんどうこうえん やきゅうじょう）は、青森県青森市の青森県総合運動公園内に所在する野球場。青森県営野球場（あおもりけんえいやきゅうじょう）とも呼ばれる。施設は青森県が所有し、スポルト青い森グループ（鹿内組と大坂組による共同企業体）が指定管理者として運営管理を行っている。

## 歴史
1967年に竣工。青森市営野球場（合浦公園スタジアム）とともに、青森県を代表する野球場として北東北大学野球、プロ野球の公式戦（ただし一軍は1988年まで）で使用されている。また、高校野球も行われていた。
老朽化のため、1990年代前半に東北自動車道青森インターチェンジ付近で整備中だった新運動公園の敷地内に新球場が完成するのを機に閉鎖される予定だったが、新球場建設工事と並行して発掘調査を行っていた三内丸山遺跡の保存のため建設は中止、運動公園の計画そのものも白紙となった。その後は現・県営球場を改修しながら継続使用している。
1996年に内野スタンドとフェンスを改修し、照明塔を設置。2006年にはパネル式だったスコアボードがLED化された。だが既に野球場は築55年を経過するなど、運動公園内の各施設とも老朽化が著しくなっている。

## 主なエピソード
- 1998年の全国高等学校野球選手権青森大会・東奥義塾高校対深浦高校は東奥義塾が122 - 0で圧勝し、高校野球地方大会の最多得点及び最多得失点差となった。
- プロ野球の一軍公式戦は、1988年の広島対ヤクルト戦以来行われていない。ちなみにこの試合は、5回終了降雨コールドでヤクルトが4-1で勝利している。
- 2005年に東北楽天ゴールデンイーグルスが創設されてから、観客の収容能力が小さいため興行面で収益が見込みにくいことや、照明設備の照度がプロ野球の開催基準を充足しないことなど施設が不充分であることから、2016年までの間、東北地方6県のうちで青森県は一軍公式戦の開催実績がなかった。2017年6月28日、楽天球団としては青森県内初、県内でのプロ野球一軍公式戦としては29年ぶり（弘前では33年ぶり）、また平成では初となるオリックス戦が弘前市運動公園野球場（はるか夢球場）で開催された。

なおイースタン・リーグの東北楽天二軍公式戦は2006年から2009年にかけ、毎年7月・8月の間の同県遠征2連戦のうち1試合（もう1試合は主に三八上北地方の球場で）開催していた。その後青森県内では2010年以降、二軍公式戦の開催が無かったが、2013年に楽天対西武戦1試合が開催された。2014年にはファーム交流戦としてウエスタン・リーグ所属の阪神二軍戦が予定されていたが、雨天により中止となった。2015年には西武戦が予定されていたが、またしても雨天により中止となった。その後はしばらく開催がなかったが2022年5月22日、7年ぶりに楽天によるイースタン・リーグ公式戦が行われた。

## プロ野球開催実績
一軍
- 1968年7月21日 セ・大洋ホエールズ 5-3,4-3 広島東洋カープ
- 1972年7月16日 セ・大洋ホエールズ 8-3,2-4 広島東洋カープ
- 1974年5月11日 パ・日本ハムファイターズ 4-13 近鉄バファローズ 観衆:9,000人
- 1974年8月10日 セ・ヤクルトスワローズ 14-3 大洋ホエールズ 観衆:13,000人
- 1979年8月19日 パ・日本ハムファイターズ 8-2 南海ホークス 観衆:18,000人
- 1982年7月18日 パ・日本ハムファイターズ 7-5 ロッテオリオンズ 観衆:22,000人
- 1984年8月12日 パ・日本ハムファイターズ 5-3 南海ホークス 観衆:11,000人
- 1988年7月17日 セ・広島東洋カープ 1-4 ヤクルトスワローズ 観衆:22,000人

ファーム
- 1998年6月28日 イ・西武ライオンズ 6-5 読売ジャイアンツ
- 2000年7月30日 イ・読売ジャイアンツ 3-3 西武ライオンズ
- 2013年7月27日 イ・東北楽天ゴールデンイーグルス 2-0 埼玉西武ライオンズ 観衆:4,626人
- 2022年5月22日 イ・東北楽天ゴールデンイーグルス 4-0 北海道日本ハムファイターズ 観衆:1,735人

## 施設概要
- 収容人員：21,016人（公称）（内野:5,016人、外野：16,000人）
- 内野：クレー舗装、外野：天然芝
- 両翼：93メートル、中堅：121メートル
- 照明設備：照明塔6基（ただし照度不足のためプロ野球公式戦は開催不可）
- スコアボード：LED式（2005年まではパネル式）

## 交通
- 青森駅から青森市営バス「免許センター」行で「総合運動公園前」下車